# 埃廷根
埃廷根（德語：Aetingen）是瑞士索洛图恩州曾经的一个市镇，面积2.85平方千米，2013年12月31日人口为297人。